# 三林輝夫
三林 輝夫（さんばやし てるお、1938年〈昭和13年〉7月2日 - ）は、日本の声楽家（テノール）、音楽教育者、合唱指揮者、公演監督。

## 経歴
新潟県出身。1961年（昭和36年）東京芸術大学音楽学部声楽科卒業、1963年（昭和38年）同校声楽専攻科修了。木下保、渡邊高之助、古沢淑子に師事。デビューは1963年の東京労音のオペラ『フィガロの結婚』でのバジリオ役で、これ以降二期会や東京室内歌劇場他で数多くのオペラ、オペレッタ、創作歌劇に活躍している。
また、日本におけるフランス歌曲の第一人者として十数回にわたるリサイタルで高い評価を得ている。日本歌曲の演奏でも、その明瞭なディクションと深い表現には定評があり「ビロードのような」と定評のある美しい声を披露してきた。
1971年（昭和46年）関西日仏声楽コンクール1位特賞。
1973年（昭和48年）には渡欧し、J.ジャンセン、C.モラーヌ、P.ベルナック等に師事した。また、1979年（昭和54年）にはアメリカのプリンストンで催された芸術歌曲フェスティバルに招かれ、日本歌曲によるコンサートで、大好評を博した。
1988年（昭和63年）、我が国芸術歌曲の第1号と言われる瀧廉太郎の『荒城の月』をはじめとする日本歌曲を、世界で広く歌われるようにしたいと思い、東京都台東区と共に「日本歌曲コンクール」の設置に尽力し、これを育ててきた。
東京芸術大学音楽学部声楽科教授、演奏芸術センター長、二期会副理事長、日本フォーレ協会委員、奏楽堂日本歌曲コンクール運営委員・審査委員長、日本声楽発声学会理事、公益財団法人東京二期会理事、桐朋学園大学音楽学部特任教授などを歴任。 二期会ではオペラ研修所所長を務め、若い声楽家を世に送ってきた。
更に、オペラ制作では、公演監督として新国立劇場においてビゼー『カルメン』オッフェンバック『ホフマン物語』原嘉壽子『罪と罰』モーツァルト『魔笛』など数多くの公演を成功させている。
合唱指揮者としては、慶應義塾ワグネル・ソサィエティー男声合唱団、東西四大学合唱演奏会合同演奏、日本女子大学合唱団、桜楓合唱団、ひばり児童合唱団を指揮している。
2020年（令和2年）現在、東京芸術大学名誉教授。二期会会員。日本声楽アカデミー会員。
三林の門下生で構成されている声楽家のグループ“三輝会”が組織されており、主催演奏会を開催するなどの活動を行っている。門下生は数多く、辰巳真理恵、田大成、松村努、小林紗季子、東田枝穂子、嘉村弥生、松原友、土屋広次郎、向野由美子、長谷川忍、崔宗宝、榊原哲、東城弥恵、菊地美奈、福田清美、吉田伸昭、金見美佳、金持亜実、中村弘人、紫園香、遠藤學、半沢健、横畠里奈、鮎澤由香里、成田淳子、中村優子、吉田伸昭、清水雅彦、出井則太郎などがいる。

## 録音
- CD『旅への誘ない 珠玉のフランス近代名歌集』(全25曲) ピアノ伴奏 ダルトン・ボールドウィン[4]

## 著作・監修
- 世界音楽全集声楽編・ソプラノ3 フランス歌曲集1 (1992)[4]
- 世界音楽全集声楽編・ソプラノ3 オペラ重唱曲集3 (1993)[4]
- 世界音楽全集声楽編・ソプラノ3 オペラアリア集女声編 (1993)[4]

## 邦訳
- 小オペラ三部作（ダリウス・ミヨー）上演訳詞 東京室内歌劇場上演 (1982)[4]
- 白雪姫（日本語吹替版）[4]

## その他のコンテンツ
- 東京ディズニーランド
  - 白雪姫と七人のこびと（ペーター王子）

## 人物・エピソード
- 「子供の時から、とにかく音楽が好きだった。歌うことへの情熱は小学6年生の秋、変声期が過ぎて開花した。中学生になってからは、初めてレコードで聞いた音楽をピアノで弾き、オペラのアリアも、すぐにまねをして歌ってしまう少年だった。高校1年生の時、専門の先生の指導を受け始めた。やがて藝大を目指すようになり、高校3年生からは日本の声楽界を拓いた木下保に師事して進学のためのレッスンを受けた。月に一度、新潟の自宅から夜行列車で8時間かけて東京へ出、朝早くからレッスンを受けて夜遅く帰宅した[2]」という。
- 「両親には一番感謝しています。家業の跡継ぎにしたかったはずの長男の夢を、文句もいわず支援してくれました[2]」と振り返っている。
- 木下保が、三林の大学四年間の保証人を引き受けていた[3]。1982年（昭和57年）6月、三林が木下にリサイタルの挨拶に行った折「一時間余りも、私の歌に取り組む姿勢に就いて厳しく問い正されたが、帰りしなの玄関では『いろいろ小言を沢山言った様だが、君が僕を慕ってこうして来てくれると思えばこそなので、まあ頑張ってくれよ』とニッコリされた。この一言は胸に沁みて有難く、駅に向かって歩きながら涙が止まらなかった。もう私には、あんなに厳しく、又あたたかく叱られることはないだろう。それがとても悲しい[3]」と記している。木下逝去の翌年の言である。
- グノー、フォーレ、ドビュッシーなどフランス近代歌曲の魅力に目覚め、我が国フランス歌曲の先駆者、古沢淑子邸で催されていた「フランス音楽鑑賞会」での活動が広がっていった。フランス歌曲は三林の音楽的資質に合うのだという[2]。
- 「中田喜直、三善晃、小林秀雄ら、多くの作曲家の先生との交流がありました。その貴重なお話を若い人達に伝えて行くことも大切だと思っています[2]」と語っている。
- 学生にすすめたい本は「齋藤磯雄著『フランスの詩と歌』(ダヴィット社）齋藤磯雄著作集2の2、鈴木信太郎著『フランス詩法』上下二巻（白水社）、若桑みどり著『薔薇のイコノロジー』（青土社）、『ハリー・ポッター』の既刊四冊[42]」だという。